# Diltiazem
Diltiazemul este un medicament din clasa blocantelor canalelor de calciu, fiind utilizat în tratamentul hipertensiunii arteriale, al anginei pectorale și al anumitor aritmii. Căile de administrare disponibile sunt intravenoasă și orală.
Molecula a fost aprobată pentru uz medical în Statele Unite ale Americii în anul 1982. Este disponibil sub formă de medicament generic.

## Utilizări medicale
Diltiazemul este utilizat pentru:
- tratamentul anginei pectorale cronice stabile, al anginei vasospastice (Prinzmetal) și al anginei instabile (se poate utiliza în asociere cu nitrați organici, sau blocante beta-adrenergice).
- tratamentul hipertensiunii arteriale, singur sau în asociere cu alte medicamente antihipertensive
- tratamentul tahicardiilor supraventriculare și fibrilațiilor atriale[9][10]

## Reacții adverse
Principalele efecte adverse asociate tratamentului cu diltiazem sunt: cefaleea, hipotensiunea arterială, edeme și amețeală. Poate induce și reacții alergice, bradicardie, insuficiență cardiacă, afectare hepatică.

## Mecanism de acțiune
Diltiazemul este clasificat ca antiaritmic de clasa IV și blochează canalele de calciu (Ca2+) lente (de tip L), având selectivitate asupra miocardului.